# 里奧格蘭德區 (康德蘇約斯省)
里奧格蘭德區（西班牙語：Distrito de Río Grande），是秘魯的一個區，位於該國南部阿雷基帕大區的康德蘇約斯省，始建於1965年4月23日，面積527.48平方公里，海拔高度505米，2005年人口3,885，人口密度每平方公里7.4人。